# Giải bóng đá vô địch quốc gia 2008 (lịch thi đấu)
Sau đây là lịch thi đấu cùng với kết quả của Giải bóng đá vô địch quốc gia 2008, có tên chính thức là Giải bóng đá vô địch quốc gia Petro Vietnam Gas 2008 hay Petro Vietnam Gas V-League 2008, với 14 câu lạc bộ tham dự diễn ra từ ngày 6 tháng 1 đến 24 tháng 8 năm 2008.
| Lượt đi         | Lượt đi      | Lượt đi            | Trận                         | Trận       | Trận                         | Lượt về | Lượt về      | Lượt về    |
| --------------- | ------------ | ------------------ | ---------------------------- | ---------- | ---------------------------- | ------- | ------------ | ---------- |
| Ngày            | Sân          | Tỷ số              | Đội                          |            | Đội                          | Tỷ số   | Sân          | Ngày       |
| 6 tháng 1       | Hàng Đẫy     | 1-1                | Hòa Phát Hà Nội              | -          | Hà Nội-ACB                   | 0-2     | Hàng Đẫy     | 26 tháng 4 |
| 6 tháng 1       | Bình Dương   | 0-1                | Becamex Bình Dương           | -          | Thể Công                     | 1-1     | Mỹ Đình      | 29 tháng 4 |
| 6 tháng 1       | Quy Nhơn     | 0-0                | Boss Bình Định               | -          | Đạm Phú Mỹ Nam Định          | 0-0     | Thiên Trường | 27 tháng 4 |
| 6 tháng 1       | Vinh         | 2-1                | Sông Lam Nghệ An             | -          | Khatoco Khánh Hòa            | 2-2     | Nha Trang    | 27 tháng 4 |
| 6 tháng 1       | Thống Nhất   | 3-0                | Thép Miền Nam - Cảng Sài Gòn | -          | Halida Thanh Hóa             | 3-1     | Thanh Hoá    | 27 tháng 4 |
| 6 tháng 1       | Chi Lăng     | 1-2                | SHB Đà Nẵng                  | -          | Xi măng Hải Phòng            | 0-4     | Lạch Tray    | 27 tháng 4 |
| 8 tháng 1       | Long An      | 0-1                | Đồng Tâm Long An             | -          | Hoàng Anh Gia Lai            | 3-3     | Pleiku       | 27 tháng 4 |
| 13 tháng 1      | Nha Trang    | 0-1                | Khatoco Khánh Hòa            | -          | Becamex Bình Dương           | 1-1     | Bình Dương   | 2 tháng 5  |
| 13 tháng 1      | Lạch Tray    | 2-1                | Xi măng Hải Phòng            | -          | Thể Công                     | 1-2     | Mỹ Đình      | 3 tháng 5  |
| 13 tháng 1      | Hàng Đẫy     | 0-0                | Hà Nội-ACB                   | -          | Halida Thanh Hóa             | 1-2     | Thanh Hoá    | 4 tháng 5  |
| 13 tháng 1      | Thống Nhất   | 2-0                | Thép Miền Nam - Cảng Sài Gòn | -          | Sông Lam Nghệ An             | 0-0     | Vinh         | 4 tháng 5  |
| 13 tháng 1      | Pleiku       | 1-1                | Hoàng Anh Gia Lai            | -          | Hòa Phát Hà Nội              | 1-1     | Hàng Đẫy     | 4 tháng 5  |
| 13 tháng 1      | Quy Nhơn     | 1-1                | Boss Bình Định               | -          | Đồng Tâm Long An             | 1-4     | Long An      | 4 tháng 5  |
| 13 tháng 1      | Thiên Trường | 1-0                | Đạm Phú Mỹ Nam Định          | -          | SHB Đà Nẵng                  | 3-2     | Chi Lăng     | 4 tháng 5  |
| 19 tháng 1      | Mỹ Đình      | 1-0                | Thể Công                     | -          | Đạm Phú Mỹ Nam Định          | 1-0     | Thiên Trường | 13 tháng 5 |
| 20 tháng 1      | Thanh Hoá    | 2-0                | Halida Thanh Hóa             | -          | Sông Lam Nghệ An             | 0-1     | Vinh         | 11 tháng 5 |
| 20 tháng 1      | Pleiku       | 2-0                | Hoàng Anh Gia Lai            | -          | Hà Nội-ACB                   | 3-0     | Hàng Đẫy     | 11 tháng 5 |
| 20 tháng 1      | Long An      | 3-1                | Đồng Tâm Long An             | -          | SHB Đà Nẵng                  | 2-3     | Chi Lăng     | 11 tháng 5 |
| 20 tháng 1      | Hàng Đẫy     | 3-3                | Hòa Phát Hà Nội              | -          | Boss Bình Định               | 0-2     | Quy Nhơn     | 11 tháng 5 |
| 20 tháng 1      | Nha Trang    | 0-1                | Khatoco Khánh Hòa            | -          | Xi măng Hải Phòng            | 1-1     | Lạch Tray    | 11 tháng 5 |
| 20 tháng 1      | Bình Dương   | 0-1                | Becamex Bình Dương           | -          | Thép Miền Nam - Cảng Sài Gòn | 1-1     | Thống Nhất   | 11 tháng 5 |
| 25 tháng 1      | Hàng Đẫy     | 1-1                | Hà Nội-ACB                   | -          | Boss Bình Định               | 0-1     | Quy Nhơn     | 18 tháng 5 |
| 26 tháng 1      | Vinh         | 0-1                | Sông Lam Nghệ An             | -          | Becamex Bình Dương           | 0-1     | Bình Dương   | 17 tháng 5 |
| 26 tháng 1      | Thanh Hoá    | 3-1                | Halida Thanh Hóa             | -          | Hoàng Anh Gia Lai            | 0-1     | Pleiku       | 18 tháng 5 |
| 26 tháng 1      | Lạch Tray    | 6-0                | Xi măng Hải Phòng            | -          | Thép Miền Nam - Cảng Sài Gòn | 1-1     | Thống Nhất   | 18 tháng 5 |
| 26 tháng 1      | Chi Lăng     | 1-1                | SHB Đà Nẵng                  | -          | Hòa Phát Hà Nội              | 1-1     | Hàng Đẫy     | 18 tháng 5 |
| 26 tháng 1      | Mỹ Đình      | 1-1                | Thể Công                     | -          | Đồng Tâm Long An             | 1-3     | Long An      | 18 tháng 5 |
| 26 tháng 1      | Thiên Trường | 0-1                | Đạm Phú Mỹ Nam Định          | -          | Khatoco Khánh Hòa            | 2-3     | Nha Trang    | 17 tháng 5 |
| 30 tháng 1      | Hàng Đẫy     | 0-1                | Hòa Phát Hà Nội              | -          | Thể Công                     |         | Mỹ Đình      | 24 tháng 5 |
| 30 tháng 1      | Nha Trang    | 4-2                | Khatoco Khánh Hòa            | -          | Đồng Tâm Long An             |         | Long An      | 25 tháng 5 |
| 30 tháng 1      | Quy Nhơn     | 1-2                | Boss Bình Định               | -          | Hoàng Anh Gia Lai            |         | Pleiku       | 25 tháng 5 |
| 30 tháng 1      | Lạch Tray    | 0-0                | Xi măng Hải Phòng            | -          | Sông Lam Nghệ An             |         | Vinh         | 25 tháng 5 |
| 30 tháng 1      | Chi Lăng     | 1-2                | SHB Đà Nẵng                  | -          | Hà Nội-ACB                   |         | Hàng Đẫy     | 25 tháng 5 |
| 30 tháng 1      | Thống Nhất   | 2-0                | Thép Miền Nam - Cảng Sài Gòn | -          | Đạm Phú Mỹ Nam Định          |         | Thiên Trường | 25 tháng 5 |
| 30 tháng 1      | Bình Dương   | 0-0                | Becamex Bình Dương           | -          | Halida Thanh Hóa             |         | Thanh Hoá    | 27 tháng 5 |
| 23 tháng 2      | Hàng Đẫy     | 0-0                | Hòa Phát Hà Nội              | -          | Khatoco Khánh Hòa            |         | Nha Trang    | 5 tháng 7  |
| 23 tháng 2      | Bình Dương   | 0-0                | Becamex Bình Dương           | -          | Xi măng Hải Phòng            |         | Lạch Tray    | 5 tháng 7  |
| 23 tháng 2      | Vinh         | 3-0                | Sông Lam Nghệ An             | -          | Đạm Phú Mỹ Nam Định          |         | Thiên Trường | 6 tháng 7  |
| 23 tháng 2      | Thanh Hoá    | 0-0                | Halida Thanh Hóa             | -          | Boss Bình Định               |         | Quy Nhơn     | 6 tháng 7  |
| 24 tháng 2      | Mỹ Đình      | 0-0                | Thể Công                     | -          | Hà Nội-ACB                   |         | Hàng Đẫy     | 6 tháng 7  |
| 24 tháng 2      | Long An      | 3-1                | Đồng Tâm Long An             | -          | Thép Miền Nam - Cảng Sài Gòn |         | Thống Nhất   | 6 tháng 7  |
| 24 tháng 2      | Pleiku       | 2-2                | Hoàng Anh Gia Lai            | -          | SHB Đà Nẵng                  |         | Chi Lăng     | 6 tháng 7  |
| 27 tháng 2      | Thanh Hoá    | 0-0                | Halida Thanh Hóa             | -          | Đạm Phú Mỹ Nam Định          |         |              |            |
| 27 tháng 2      | Hàng Đẫy     | 1-0                | Hòa Phát Hà Nội              | -          | Becamex Bình Dương           |         |              |            |
| 1 tháng 3       | Mỹ Đình      | 2-1                | Thể Công                     | -          | Hoàng Anh Gia Lai            |         | Pleiku       | 12 tháng 7 |
| 2 tháng 3       | Lạch Tray    | 1-1                | Xi măng Hải Phòng            | -          | Halida Thanh Hóa             |         | Thanh Hoá    | 12 tháng 7 |
| 2 tháng 3       | Chi Lăng     | 1-0                | SHB Đà Nẵng                  | -          | Boss Bình Định               |         | Quy Nhơn     | 12 tháng 7 |
| 2 tháng 3       | Thiên Trường | 1-0                | Đạm Phú Mỹ Nam Định          | -          | Becamex Bình Dương           |         | Bình Dương   | 12 tháng 7 |
| 2 tháng 3       | Hàng Đẫy     | 1-4                | Hà Nội-ACB                   | -          | Khatoco Khánh Hòa            |         | Nha Trang    | 12 tháng 7 |
| 2 tháng 3       | Long An      | 0-3                | Đồng Tâm Long An             | -          | Sông Lam Nghệ An             |         | Vinh         | 12 tháng 7 |
| 2 tháng 3       | Thống Nhất   | 3-1                | Thép Miền Nam - Cảng Sài Gòn | -          | Hòa Phát Hà Nội              |         | Hàng Đẫy     | 12 tháng 7 |
| 6 tháng 3       | Thiên Trường |                    | Đạm Phú Mỹ Nam Định          | -          | Xi măng Hải Phòng            |         | Lạch Tray    | 20 tháng 7 |
| 7 tháng 3       | Bình Dương   |                    | Becamex Bình Dương           | -          | Đồng Tâm Long An             |         | Long An      | 20 tháng 7 |
| 9 tháng 3       | Thanh Hoá    |                    | Halida Thanh Hóa             | -          | SHB Đà Nẵng                  |         | Chi Lăng     | 20 tháng 7 |
| 9 tháng 3       | Quy Nhơn     |                    | Boss Bình Định               | -          | Thể Công                     |         | Mỹ Đình      | 20 tháng 7 |
| 9 tháng 3       | Nha Trang    |                    | Khatoco Khánh Hòa            | -          | Hoàng Anh Gia Lai            |         | Pleiku       | 20 tháng 7 |
| 9 tháng 3       | Hàng Đẫy     |                    | Hà Nội-ACB                   | -          | Thép Miền Nam - Cảng Sài Gòn |         | Thống Nhất   | 20 tháng 7 |
| 9 tháng 3       | Vinh         |                    | Sông Lam Nghệ An             | -          | Hòa Phát Hà Nội              |         | Hàng Đẫy     | 19 tháng 7 |
|                 |              |                    | Halida Thanh Hóa             | -          | Đạm Phú Mỹ Nam Định          |         | Thiên Trường | 27 tháng 7 |
| Hòa Phát Hà Nội | -            | Becamex Bình Dương |                              | Bình Dương |                              |         |              | 27 tháng 7 |
| 16 tháng 3      | Chi Lăng     |                    | SHB Đà Nẵng                  | -          | Thể Công                     |         | Mỹ Đình      | 27 tháng 7 |
| 16 tháng 3      | Lạch Tray    |                    | Xi măng Hải Phòng            | -          | Đồng Tâm Long An             |         | Long An      | 27 tháng 7 |
| 16 tháng 3      | Quy Nhơn     |                    | Boss Bình Định               | -          | Khatoco Khánh Hòa            |         | Nha Trang    | 27 tháng 7 |
| 16 tháng 3      | Pleiku       |                    | Hoàng Anh Gia Lai            | -          | Thép Miền Nam - Cảng Sài Gòn |         | Thống Nhất   | 27 tháng 7 |
| 16 tháng 3      | Vinh         |                    | Sông Lam Nghệ An             | -          | Hà Nội-ACB                   |         | Hàng Đẫy     | 26 tháng 7 |
| 23 tháng 3      | Mỹ Đình      |                    | Thể Công                     | -          | Halida Thanh Hóa             |         | Thanh Hoá    | 3 tháng 8  |
| 23 tháng 3      | Pleiku       |                    | Hoàng Anh Gia Lai            | -          | Sông Lam Nghệ An             |         | Vinh         | 3 tháng 8  |
| 23 tháng 3      | Nha Trang    |                    | Khatoco Khánh Hòa            | -          | SHB Đà Nẵng                  |         | Chi Lăng     | 3 tháng 8  |
| 23 tháng 3      | Lạch Tray    |                    | Xi măng Hải Phòng            | -          | Hòa Phát Hà Nội              |         | Hàng Đẫy     | 3 tháng 8  |
| 23 tháng 3      | Thống Nhất   |                    | Thép Miền Nam - Cảng Sài Gòn | -          | Boss Bình Định               |         | Quy Nhơn     | 3 tháng 8  |
| 23 tháng 3      | Long An      |                    | Đồng Tâm Long An             | -          | Đạm Phú Mỹ Nam Định          |         | Thiên Trường | 3 tháng 8  |
| 25 tháng 3      | Hàng Đẫy     |                    | Hà Nội-ACB                   | -          | Becamex Bình Dương           |         | Bình Dương   | 3 tháng 8  |
| 28 tháng 3      | Thiên Trường |                    | Đạm Phú Mỹ Nam Định          | -          | Hòa Phát Hà Nội              |         | Hàng Đẫy     | 10 tháng 8 |
| 30 tháng 3      | Thanh Hoá    |                    | Halida Thanh Hóa             | -          | Đồng Tâm Long An             |         | Long An      | 10 tháng 8 |
| 30 tháng 3      | Nha Trang    |                    | Khatoco Khánh Hòa            | -          | Thể Công                     |         | Mỹ Đình      | 10 tháng 8 |
| 30 tháng 3      | Chi Lăng     |                    | SHB Đà Nẵng                  | -          | Thép Miền Nam - Cảng Sài Gòn |         | Thống Nhất   | 10 tháng 8 |
| 30 tháng 3      | Hàng Đẫy     |                    | Hà Nội-ACB                   | -          | Xi măng Hải Phòng            |         | Lạch Tray    | 10 tháng 8 |
| 30 tháng 3      | Vinh         |                    | Sông Lam Nghệ An             | -          | Boss Bình Định               |         | Quy Nhơn     | 10 tháng 8 |
| 30 tháng 3      | Bình Dương   |                    | Becamex Bình Dương           | -          | Hoàng Anh Gia Lai            |         | Pleiku       | 10 tháng 8 |
| 4 tháng 4       | Quy Nhơn     |                    | Boss Bình Định               | -          | Becamex Bình Dương           |         | Bình Dương   | 17 tháng 8 |
| 5 tháng 4       | Hàng Đẫy     |                    | Hòa Phát Hà Nội              | -          | Đồng Tâm Long An             |         | Long An      | 17 tháng 8 |
| 6 tháng 4       | Thanh Hoá    |                    | Halida Thanh Hóa             | -          | Khatoco Khánh Hòa            |         | Nha Trang    | 17 tháng 8 |
| 6 tháng 4       | Mỹ Đình      |                    | Thể Công                     | -          | Thép Miền Nam - Cảng Sài Gòn |         | Thống Nhất   | 17 tháng 8 |
| 6 tháng 4       | Thiên Trường |                    | Đạm Phú Mỹ Nam Định          | -          | Hà Nội-ACB                   |         | Hàng Đẫy     | 17 tháng 8 |
| 6 tháng 4       | Chi Lăng     |                    | SHB Đà Nẵng                  | -          | Sông Lam Nghệ An             |         | Vinh         | 17 tháng 8 |
| 6 tháng 4       | Lạch Tray    |                    | Xi măng Hải Phòng            | -          | Hoàng Anh Gia Lai            |         | Pleiku       | 17 tháng 8 |
| 11 tháng 4      | Pleiku       |                    | Hoàng Anh Gia Lai            | -          | Đạm Phú Mỹ Nam Định          |         | Thiên Trường | 24 tháng 8 |
| 13 tháng 4      | Hàng Đẫy     |                    | Hòa Phát Hà Nội              | -          | Halida Thanh Hóa             |         | Thanh Hoá    | 24 tháng 8 |
| 13 tháng 4      | Thống Nhất   |                    | Thép Miền Nam - Cảng Sài Gòn | -          | Khatoco Khánh Hòa            |         | Nha Trang    | 24 tháng 8 |
| 13 tháng 4      | Long An      |                    | Đồng Tâm Long An             | -          | Hà Nội-ACB                   |         | Hàng Đẫy     | 24 tháng 8 |
| 13 tháng 4      | Vinh         |                    | Sông Lam Nghệ An             | -          | Thể Công                     |         | Mỹ Đình      | 24 tháng 8 |
| 13 tháng 4      | Quy Nhơn     |                    | Boss Bình Định               | -          | Xi măng Hải Phòng            |         | Lạch Tray    | 24 tháng 8 |
| 15 tháng 4      | Bình Dương   |                    | Becamex Bình Dương           | -          | SHB Đà Nẵng                  |         | Chi Lăng     | 24 tháng 8 |